# 池田大
池田 大（いけだ だい、1986年〈昭和61年〉3月6日 - ）は、日本の俳優、タレント、映像監督。神奈川県出身。アノレ、ヒラタオフィスを経て、MUKU所属。妻はロックバンド・SEKAI NO OWARIのSaori。

## 人物
文化服装学院スタイリスト科卒業後、アイルランドへ留学。

帰国後、俳優としての活動を始める。
2011年に舞台『クレイジーハニー』（作・演出：本谷有希子）で芸能界デビュー。2013年の日曜劇場『安堂ロイド〜A.I. knows LOVE?〜』レギュラー出演などの活動がある。
2017年1月12日、SEKAI NO OWARIのSaoriとの結婚を発表。
2019年初頭から、SEKAI NO OWARIのアートディレクターを務める。
2020年より、映像監督としての活動をスタート。
2022年、監督を務めたSEKAI NO OWARI『Habit』がMTV VMAJ2022 「Video of the Year」「Best Dance Video」受賞

YouTube Fanfest Japan 2022「YouTube Top Music Video of 2022,JAPAN」受賞

『Habit』HIKAKIN ver. MV  
「YouTube Top Trending Video of 2022,JAPAN」受賞

## 出演

### テレビドラマ
- ゆきの、おと〜花嫁の父〜（2012年1月8日、毎日放送）
- 伝説の監察医 オニグマの事件簿（2012年3月5日、TBS）
- 安堂ロイド〜A.I. knows LOVE?〜（2013年10月13日 - 12月15日、TBS）- 倉田朝晴 役
- ヤメゴク〜ヤクザやめて頂きます〜（2015年6月11日、TBS） - 左多茂津 役
- 神の舌を持つ男（2016年7月8日、TBS） - 渡 文夫 役
- スーパーサラリーマン左江内氏（2017年2月25日、日本テレビ）
- リコカツ（2021年4月16日 - 、TBS） - 早乙女 大 役
- ハイエナ（2023年12月1日 - 、テレビ東京）

### 配信ドラマ
- SICK'S 恕乃抄 〜内閣情報調査室特務事項専従係事件簿〜（2018年4月 - 5月、Paravi）[4] - チンピラ 役
- きっと…伝わるストーリー。（岡副麻希編）（2018年12月22日、フジテレビオンデマンド）

### 映画
- きいろいゾウ（2013年2月2日公開）
- マエストロ!（2015年1月31日公開）- 浅田 役
- S -最後の警官- 奪還 RECOVERY OF OUR FUTURE（2015年8月29日公開）
- なけもしないくせに（2016年4月23日公開、監督：井上真行） - 主演・山本新一 役
- 好きだから死んでください、お願い。（2017年8月12日公開） - 江連草太 役
- 不感症になっていくこれからの僕らについて（2017年11月12日公開） - 主演・児玉健 役
  - 第12回田辺・弁慶映画祭 映画.com賞 受賞
- 母さんがどんなに僕を嫌いでも（2018年11月16日公開）
- タイトル、拒絶（2019年公開） - ハギオ 役
  - 第32回東京国際映画祭 日本映画スプラッシュ部門にて上映。
  - くまもと復興映画祭2020にて上映。(2020年10月3日)
- Winny (2023年3月10日） - 林良太 役[5]
- 劇場版 美しい彼〜eternal〜（2023年4月7日公開、カルチュア・パブリッシャーズ） - 香田 役[6]
- チャチャ（2024年10月11日公開、メ〜テレ / カルチュア・パブリッシャーズ） - 飲食店の店員 役[7]

### 舞台
- クレイジーハニー（2011年8月5日 - 9月14日）
- DREAM-dandelion-（2012年7月11日 - 16日）
- Ka na ta のえんげき『きゅう』（2016年11月3日 - 6日）

### CM
- HEIWA（2011年）
- 三菱電機（2013年 - 2014年）
- オーマイグラス「+omg」（2014年）
- 日本マクドナルド「ハワイアンBBQポーク」（2015年）
- メルカリ「いろんな使い方 ファッション篇」（2017年）
- KIRIN「のどごし〈生〉「日本一イベント！」篇」（2019年）
- ウェルスナビ「ウェルスナビ テレビCM「教えてあげたい」篇」（2022年）

### ミュージックビデオ
- Tiara「時をとめて feat. WISE」（2011年）
- 秦基博「アルタイル」（2012年）
- 増田壮太「僕らはシークレット」（2014年）
- flumpool「とある始まりの情景〜Bookstore on the hill〜」（2015年）
- ぼくのりりっくのぼうよみ「sub/objective」（2015年） - O 役
- ぼくのりりっくのぼうよみ「CITI」（2015年） - O 役
- ぼくのりりっくのぼうよみ「Sunrise (re-build)」（2016年） - O 役
- ミオヤマザキ「最愛」（2017年） - 江連草太 役
- NONA REEVES「記憶の破片 feat. 原田郁子 (Clammbon)」（2017年）

## 監督作品
- SEKAI NO OWARI「umbrella」MV（2020年）
- SEKAI NO OWARI「silent」MV（2020年）
- SEKAI NO OWARI「バードマン」MV（2021年）
- SEKAI NO OWARI「tears」MV（2021年）
- SEKAI NO OWARI「Diary」MV（2021年）
- SEKAI NO OWARI「Habit」MV（2022年）
- SEKAI NO OWARI「Habit」HIKAKIN ver. MV（2022年）
- コブクロ「この地球の続きを」MV（2022年）
- Mr.ふぉるて「無重力」MV（2022年）
- TBS火曜ドラマ「夕暮れに、手をつなぐ」 エンディングムービー（2023年）
- TBS火曜ドラマ「夕暮れに、手をつなぐ」×ヨルシカ「アルジャーノン」《空豆ver.》PV（2023年）
- Mr.ふぉるて「マールム」MV（2023年）
- SEKAI NO OWARI「サラバ」MV（2023年）
- SEKAI NO OWARI「ターコイズ」MV（2023年）
- ABCマート×UNDER ARMOUR「好きだから踊る。」CM（2023年）
- Mr.ふぉるて「克己心」MV（2023年）
- King&Prince「MAGIC WORD」MV（2023年）
- SEKAI NO OWARI「最高到達点」 MV (2023年)
- Mr.ふぉるて「日常の少し先へ」MV（2024年）
- SEKAI NO OWARI「タイムマシン」 MV (2024年)
- sumika「運命」MV（2024年）
- マカロニえんぴつ「poole」MV（2024年）
- AKB48「恋 詰んじゃった」MV（2024年）
- yamada.「Non Border」MV（2024年）
- 岩本照「7%」（2025年）
- sumika「Vermillion」MV（2025年）
- AKB48「まさかのConfession」MV（2025年）
- 乃木坂46「ネーブルオレンジ」MV（2025年）
- CRAVITY「JellyBean」MV（2025年）
- SEKAI NO OWARI「図鑑」（2025年）